# خار پنبه (سرده)
خار پنبه (نام علمی: Onopordum) نام یک سرده از تیره کاسنیان است.
گیاهان دوساله (به ندرت چند ساله کوتاه مدت) با ساقه‌های منشعب و خاردار هستند که ۰٫۵ تا ۳ متر رشد می‌کنند. در فصل اول، آنها یک رزت از برگ‌های نمدی سبز خاکستری و به ندرت چند گل تشکیل می‌دهند. در فصل دوم، آنها به سرعت رشد می‌کنند و به ارتفاع نهایی خود می‌رسند، گل می‌دهند و پس از بلوغ بذر می‌میرند. این گیاهان فقط از طریق بذر تکثیر می‌شوند. بذرها در اواسط تابستان بالغ می‌شوند و دانه‌های خود را آزاد می‌کنند. میوه از نوع فندقه بدون کرک به طول ۴ تا ۶ میلی‌متر و پاپوس دار است. پاپوس متشکل از ردیف‌های زیادی از موهای ساده است که در یک قاعده دایره‌ای متحد شده‌اند.

## نگارخانه

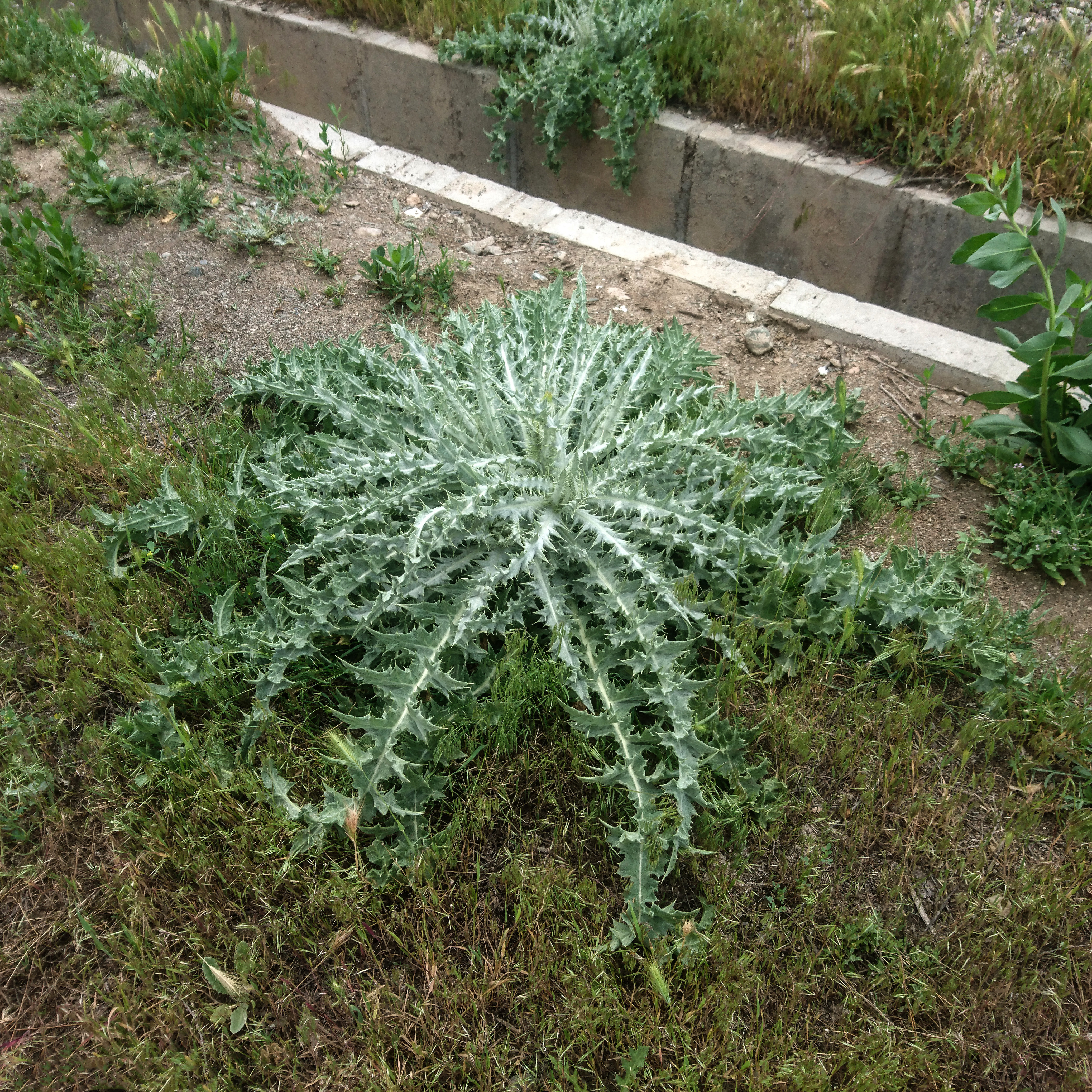
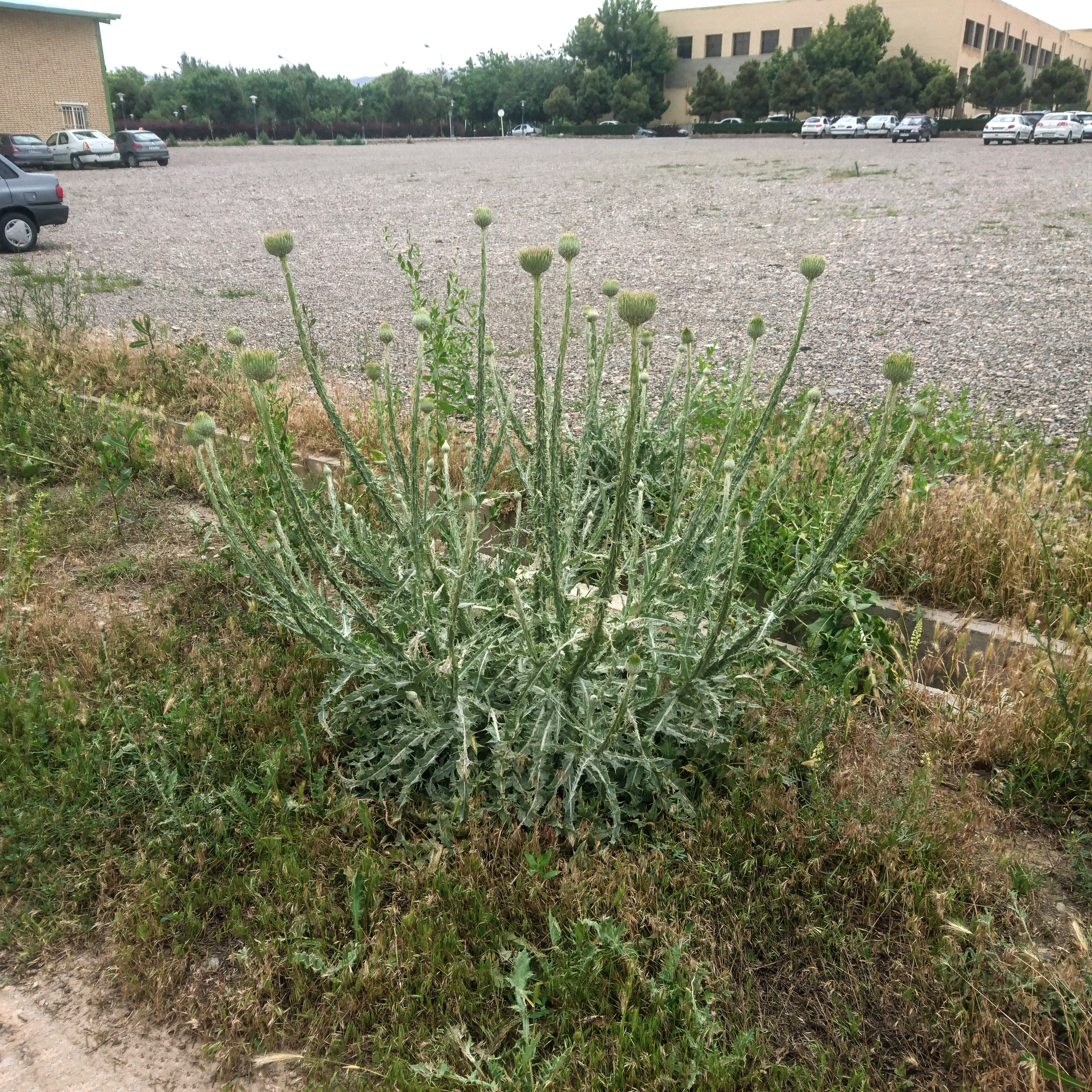
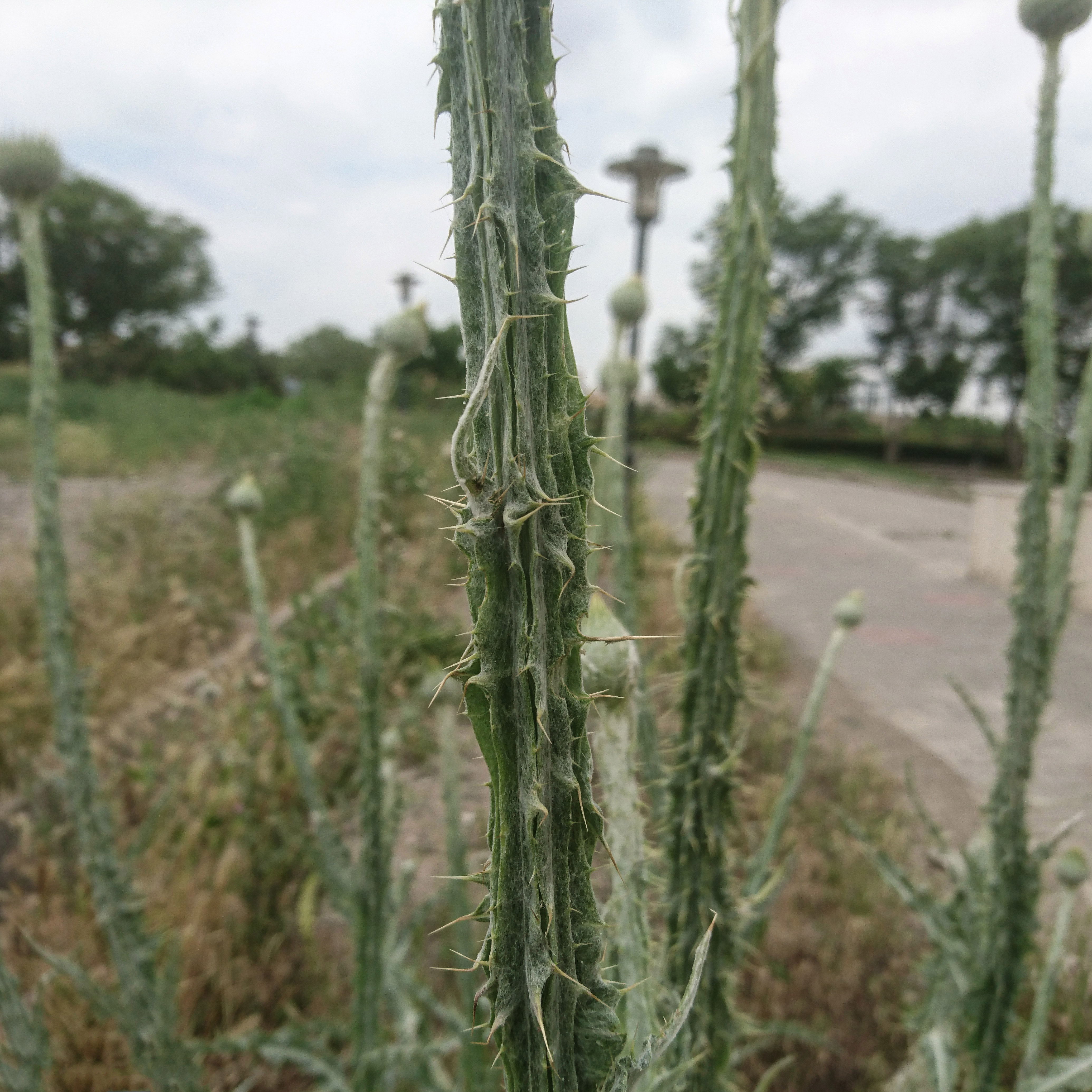
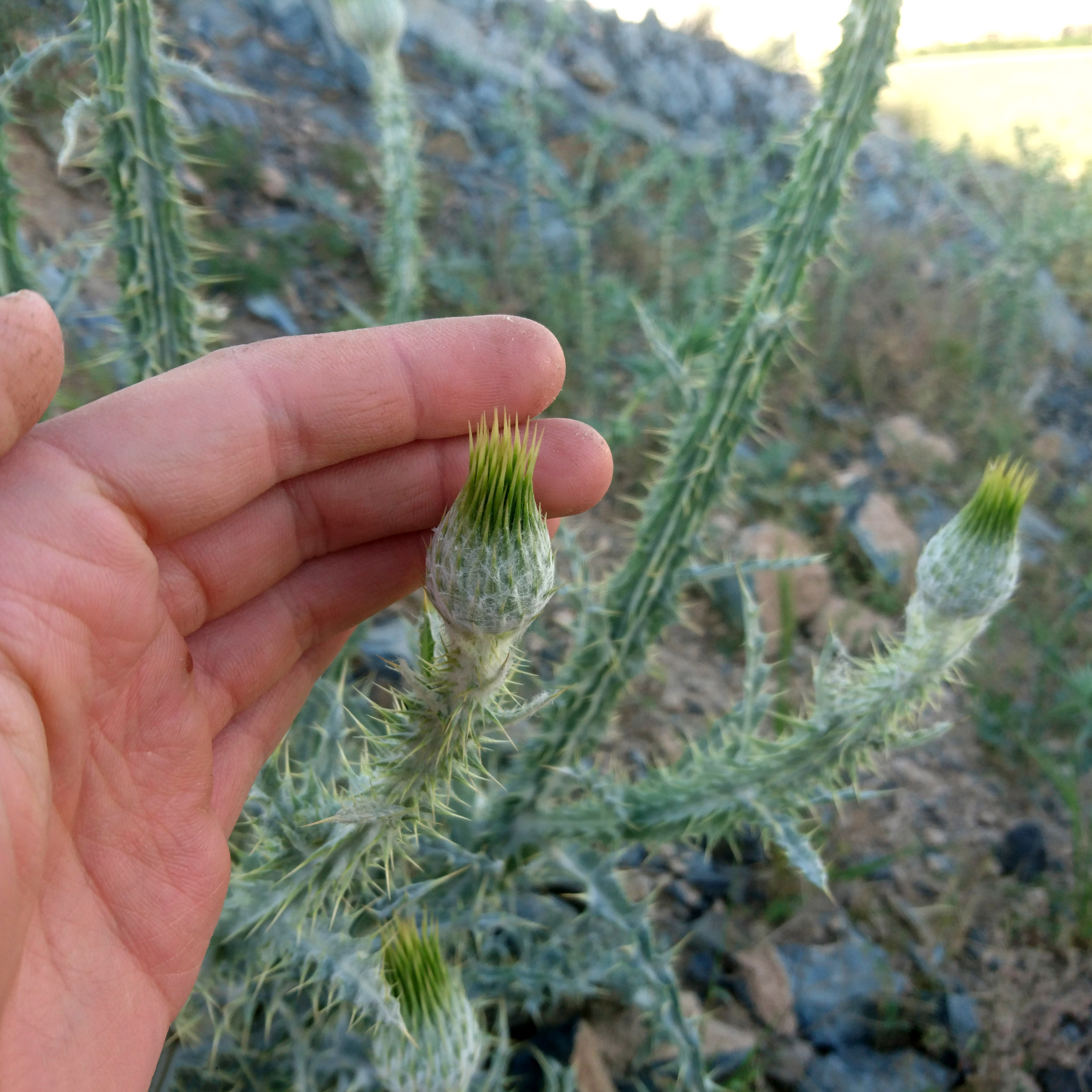
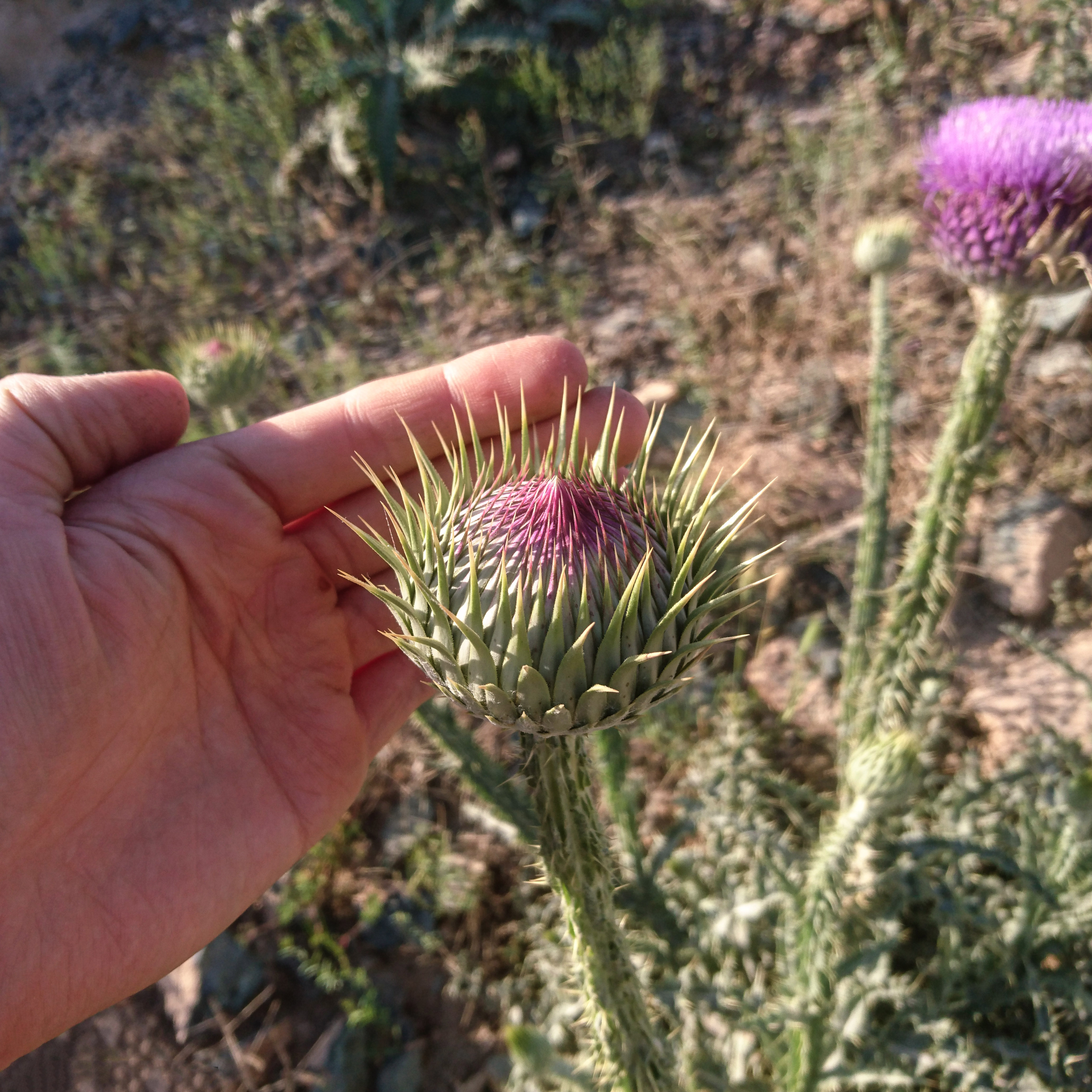
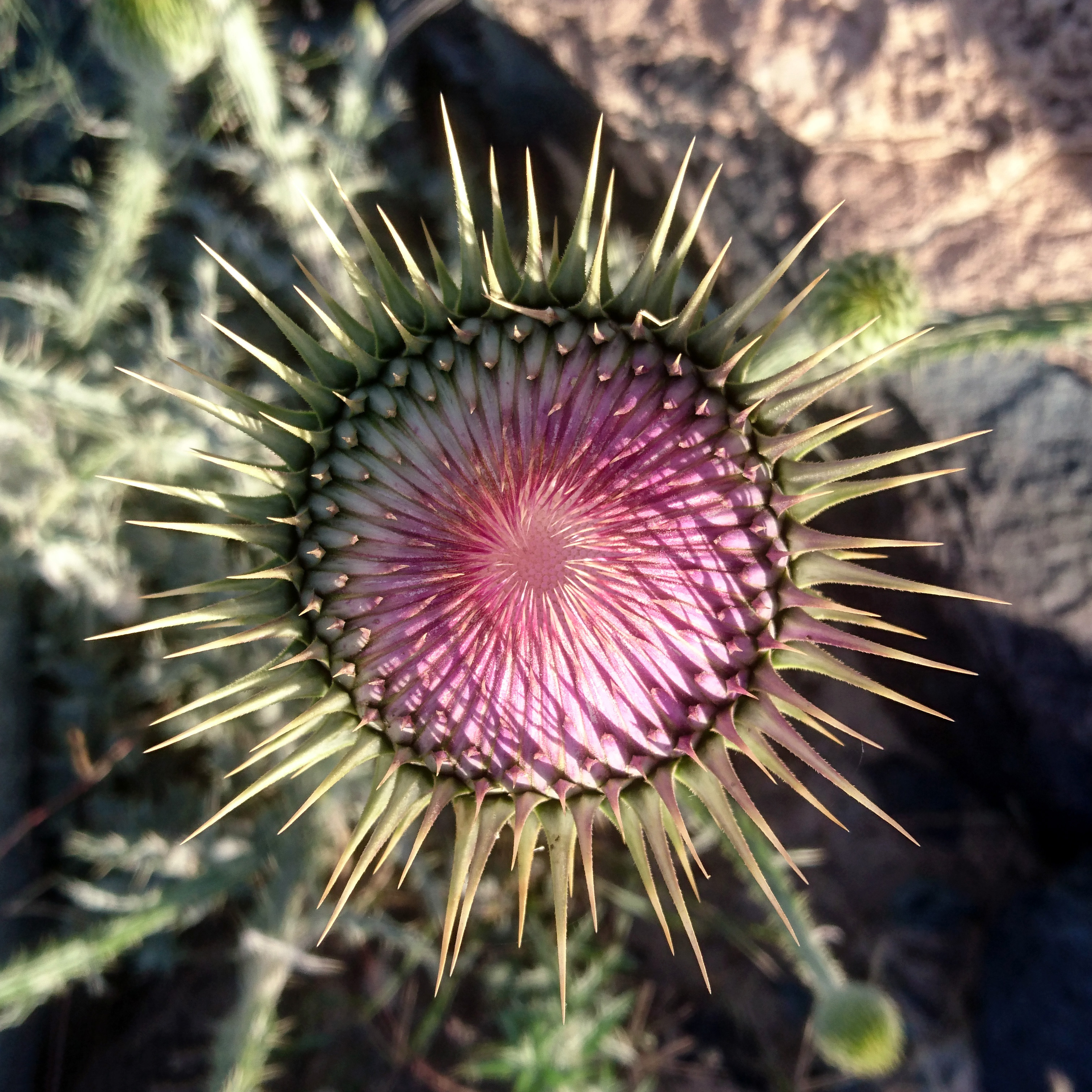
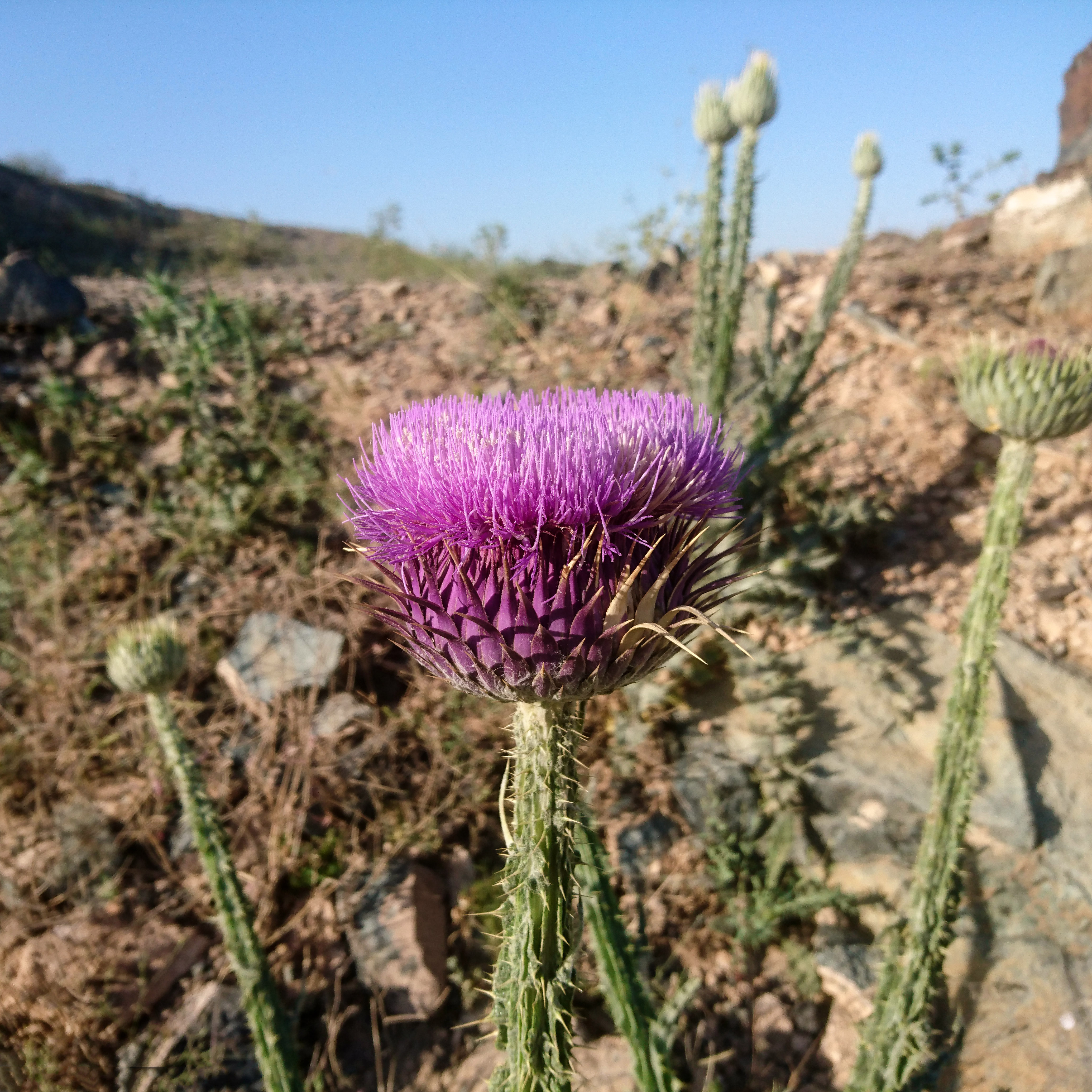
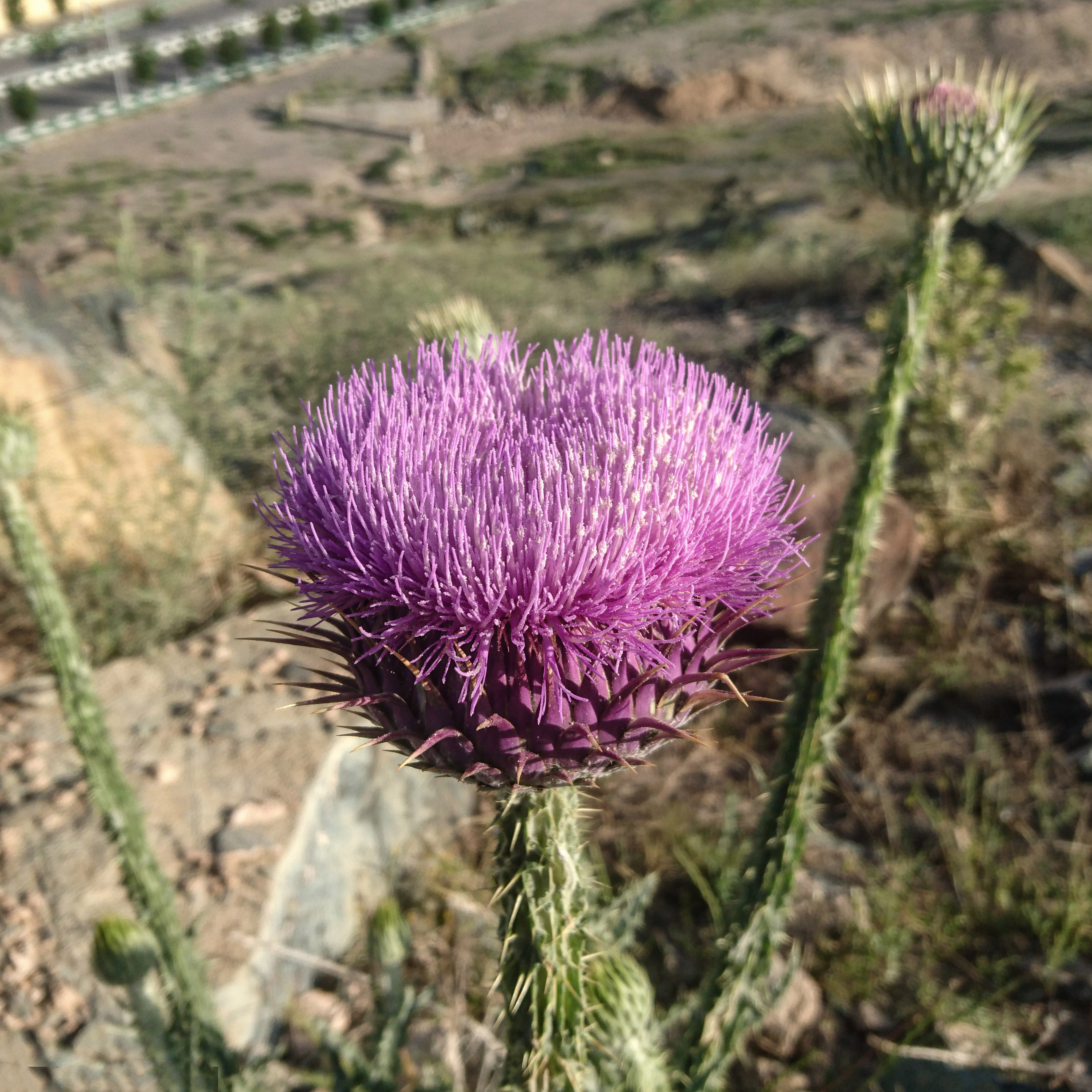
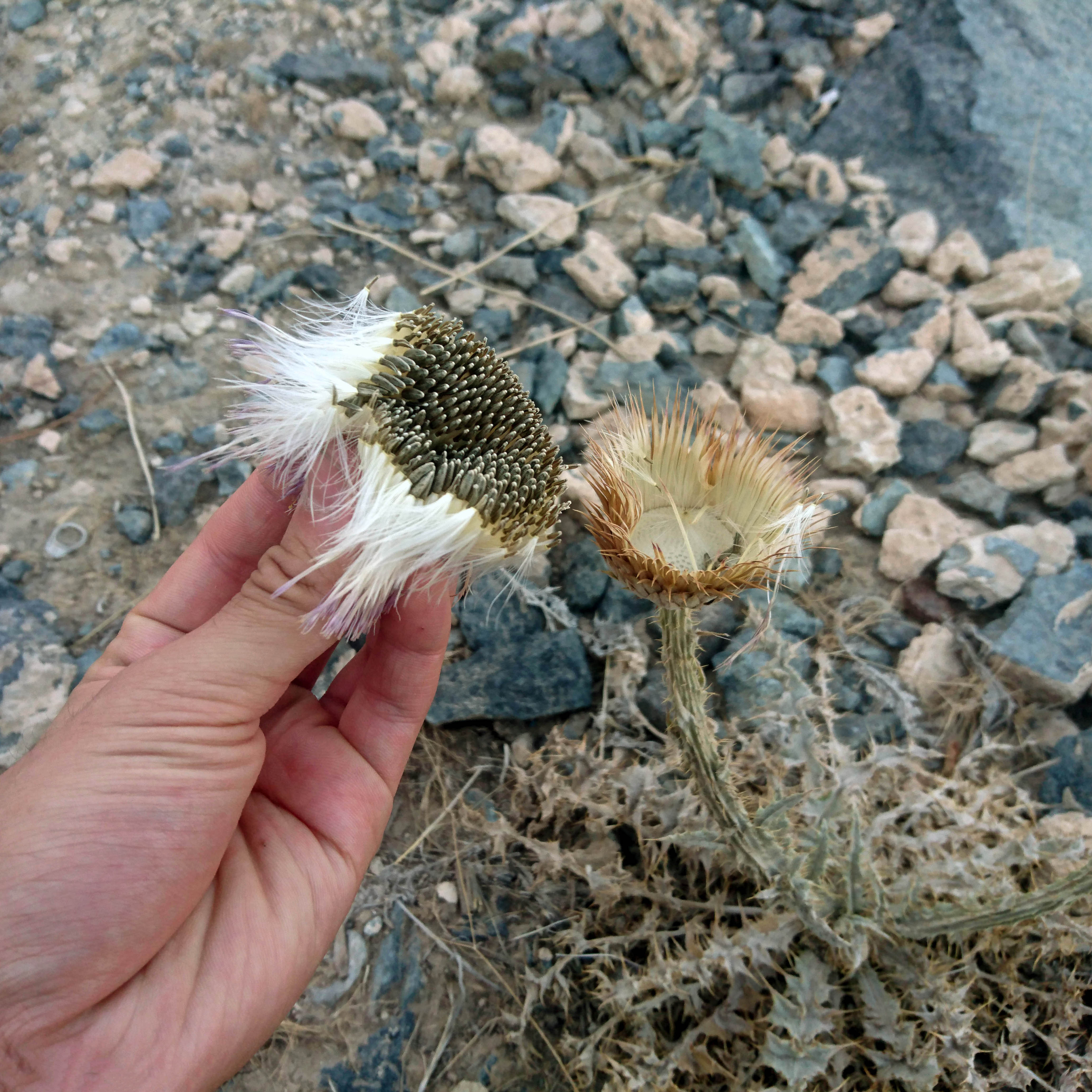
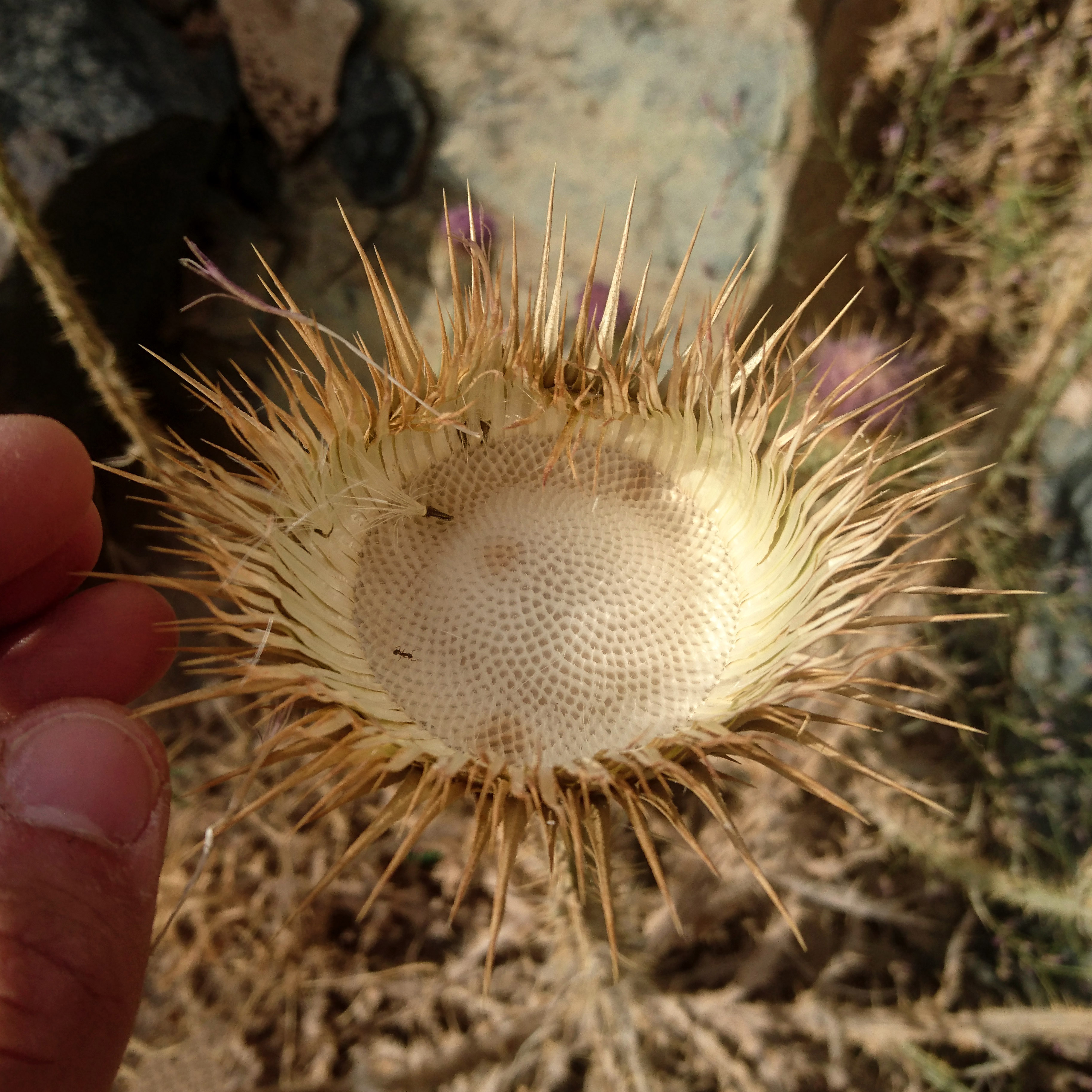